# Янтра (Великотирновська область)
Я́нтра (болг. Янтра) — село у Великотирновській області Болгарії. Входить до складу общини Горішня Оряховиця.

## Населення
За даними перепису населення 2011 року у селі проживали 559 осіб.
Національний склад населення села:
| Національність   | Кількість осіб | Відсоток |
| ---------------- | -------------- | -------- |
| болгари          | 453            | 88,3%    |
| цигани           | 42             | 8,2%     |
| турки            | 15             | 2,9%     |
| інша             | 0              | 0%       |
| не визначились   | 3              | 0,6%     |
| Всього відповіли | 513            |          |

Розподіл населення за віком у 2011 році:
Динаміка населення: